# 宍粟市立山崎東中学校
宍粟市立山崎東中学校（しそうしりつやまさきひがしちゅうがっこう）は、兵庫県宍粟市に所在する公立中学校。
愛称・略称は東中、山東（やまひがし）。

## 沿革
六三制の発足により、蔦沢村・神野村・河東村にそれぞれ設置された新制中学校が本校の源流である。両中学校が統合されて現在の形に至る

### 神河中学校
- 1947年（昭和22年）4月22日 - 河東村神野村学校組合立神河中学校が設立。河東・神野両小学校の校舎の一部を借用。
- 1949年（昭和24年）5月20日 - 河東村岸田に神河中学校新校舎落成（現在の「かみかわ緑地公園」の地[1]）。
- 1955年（昭和30年）7月20日 - 町村合併により、新・山崎町が発足、山崎町立神河中学校となる。

### 山崎東中学校
- 1988年（昭和63年）4月1日 - 神河中学校と蔦沢中学校を統合し、山崎町立山崎東中学校として発足
- 2005年（平成17年） - 宍粟市発足により、現校名に変更

## 年間行事
- 修学旅行
- トライやる・ウィーク
- 体育祭
- 文化祭
- 卒業式

## 部活動

### 運動部
- 野球部
- ソフトボール部
- バレーボール部
- 卓球部
- バスケットボール部
- サッカー部
- 剣道部
- 陸上競技部

### 文化部
- 吹奏楽部
- 美術部

## 校区
以下の小学校の通学区域。宍粟市山崎町のうち、揖保川左岸地域のおおむね国道29号より北の区域と、右岸地域の伊沢川より北の区域が該当する。
- 宍粟市立河東小学校
- 宍粟市立神野小学校
- 宍粟市立蔦沢小学校

## アクセス
- 中国自動車道 山崎ICから車で、国道29号を北へ約10分。
- 神姫バス 山崎待合所より曲里方面行きに乗車、中三津バス停下車。

## 主な卒業生
- 森本友（女子陸上・マラソン選手）

## 校区が隣接している学校
- 宍粟市立山崎南中学校
- 宍粟市立山崎西中学校
- 宍粟市立千種中学校
- 宍粟市立波賀中学校
- 宍粟市立一宮南中学校
- 姫路市立安富中学校